# Koninklijk Nederlands Vervoer
Der Koninklijk Nederlands Vervoer (KNV) ist ein Arbeitgeberverband in den Niederlanden für den Güter- und Personenverkehr. Der KNV organisiert Informationsveranstaltungen für seine Mitglieder und gibt eine Monatszeitschrift namens Nederlands Vervoer heraus.
Der Verband versteht sich als Unternehmensorganisation, die für die Interessen der Kranken- und Taxitransportunternehmen, private Busbetriebe, öffentliche Verkehrsunternehmen und Betreiber von Mobility-as-a-Service-Plattformen tätig ist.
Am 7. September 2010 fusionierte der KNV mit dem Güterverkehrsverband „Transport en Logistiek Nederland“ (TLN).
Die Unterorganisation KNV Taxi gilt in den  Niederlanden als Arbeitgebervertretung für den Taxiverkehr.